# Jane Mandean
Jane Mandean (née le 29 avril 1972) est une athlète handisport sud-africaine.

## Biographie
Souffrant d'infirmité motrice cérébrale  depuis sa naissance, Jane Mandean participe aux Jeux paralympiques d'été de 2000 à Sydney. Elle y remporte la médaille de bronze du lancer du disque. Elle concourt aussi aux Jeux paralympiques d'été de 1996 à Atlanta et aux Jeux paralympiques d'été de 2004 à Turin, sans obtenir de médaille.